# ویلافرانا دآستی
ویلافرانا دآستی (به ایتالیایی: Villafranca d'Asti) یک کومونه در ایتالیا است که در استان آسته واقع شده‌است. ویلافرانا دآستی ۱۲٫۹ کیلومتر مربع مساحت و ۳٬۱۳۹ نفر جمعیت دارد و ۲۰۶ متر بالاتر از سطح دریا واقع شده‌است.

## خواهرخوانده
شهر ویلفرانش-سور-مر خواهرخواندهٔ ویلافرانا دآستی هست.